# Saint-Hubert (Moselle)
Saint-Hubert település Franciaországban, Moselle megyében. Lakosainak száma 231 fő (2022. január 1.). Saint-Hubert Aboncourt, Bettelainville, Burtoncourt, Charleville-sous-Bois, Ébersviller, Hestroff, Piblange, Vigy és Vry községekkel határos.

## Népesség
A település népessége az elmúlt években az alábbi módon változott:
| Lakosok száma | 146  | 187  | 173  | 233  | 207  | 224  | 233  | 240  | 237  | 231  |
|               | 1968 | 1982 | 1990 | 2006 | 2013 | 2015 | 2017 | 2019 | 2020 | 2022 |